# Luba (grup humà)

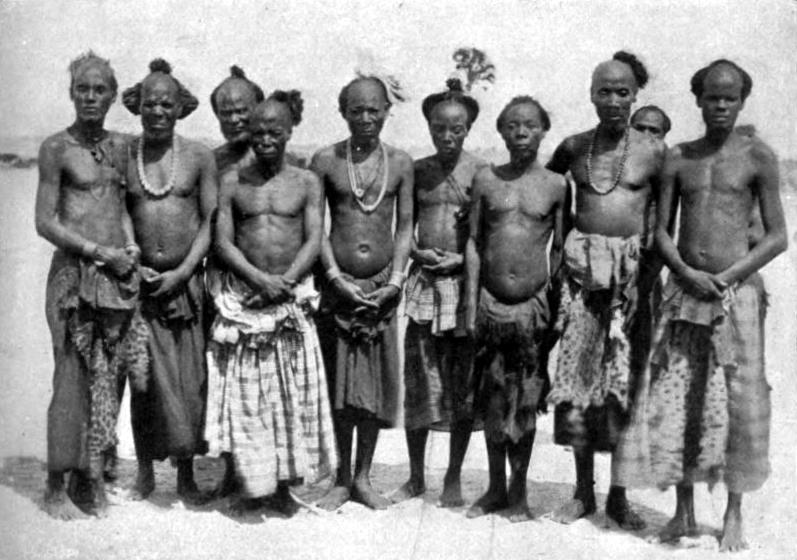
Grup de luba

Els luba són un dels pobles bantus de l'Àfrica central, originaris de les regions de Katanga, Kasai i Maniema, que eren províncies històriques de l'actual República Democràtica del Congo. Parlen el Luba-Kasai, Luba-Katanga, i les llengües suahili.
El Regne de Luba era un Estat de l'Àfrica Central pre-colonial, que va sorgir en els prats pantanosos de la Depressió Upemba, a l'actual el sud de la República Democràtica del Congo. Els luba tenien una gran quantitat de recursos naturals com l'or, l'ivori, el coure, l'encens i el banús, i també produïen i comercialitzaven productes com ara ceràmica i màscares.

## Història
Els orígens del poble luba daten del segle V dC, i se situen en la part sud-est de República Democràtica del Congo, coneguda com la regió de Katanga. En els pantans de la Depressió Upemba, la cooperació a gran escala fou necessària per construir i mantenir els dics i rases de drenatge. Aquest tipus de cooperació comunal també va fer possible la construcció de preses de proveïment de peix durant la llarga estació seca. Al segle vi els luba estaven treballant en el ferro i el comerç de sal, oli de palma i peix sec. Utilitzaven aquests productes per al comerç de coure, carbó de llenya (per a la fosa de ferro), comptes de vidre, ferro i petxines de l'oceà Índic.
Al voltant de l'any 1500, o possiblement abans, els luba van començar a unir-se en un estat unificat, sota la direcció dels reis que governen per sanció divina. El Mulopwe, o rei, es va extreure dels Balopwe, un grup que actuava com a mitjancer entre el món de la humanitat i el món dels esperits i avantpassats. El Mulopwe tenia tres fonts d'energia:
- Liderava una jerarquia secular dels governadors i els sub-governadors, que arribaven fins als caps locals.
- Recollia tribut dels caps locals, que després es repartia en forma de regals als seguidors lleials. A la pràctica, aquest sistema tributari ascendia fins a una xarxa de comerç controlat per l'estat.
- El Mulopwe imposava un prestigi espiritual significatiu. Era el cap de la Bambudye (o Mbudye) societat secreta, de la qual tots els reis, caps i funcionaris formaven part. La societat Bambudye, que va incloure a homes i dones, transcendia les línies de parentiu i va ajudar a teixir el regne conjuntament. Bambudye " Els Homes de la Memòria" conservaven la tradició oral de les tribus.

El sistema de la monarquia luba va resultar prou resistent per difondre’s a gran part de l'Àfrica Central, sent adoptat, amb modificacions, pels lunda, lozi i altres pobles. Des d'aproximadament el 1585 els luba es van expandir ràpidament, assegurant el control de les mines de coure, la pesca i el cultiu d'oli de palma. Al segle xviii, els luba obtingueren blat de moro i la iuca (mandioca). Aquests nous cultius van permetre un augment substancial de la població, estimulant així el creixement econòmic. Això va afegir poder i prestigi a l'autoritat reial.
Entre el 1780 i el 1870 el regne Luba va aconseguir la seva glòria sota tres forts governants: Ilunga Sungu (c. 1780-1810), el seu fill Kumwimbe Ngombe (c. 1810-1840), i Ilunga Kabale (c. 1840-1874). A través d'intermediaris, els luba comerciaven des dels establiments portuguesos a Angola fins a l'Oceà Índic. Creus de coure i teles de ràfia servien com a moneda en una xarxa comercial on verins per a fletxes, tambors, pells d'animals, ivori i peix sec eren intercanviats per bestiar, cotó, grans, ferro, eines i altres instruments.

## Declivi
Cap als volts de 1870 el regne Luba va entrar en declivi. La reialesa no tenia cap mitjà de successió clarament elaborat, de manera que el regne era vulnerable a les lluites internes entre faccions. Els luba també van ser amenaçats pels nyamwezi, una tribu del que avui és Tanzània, movent-se al voltant del llac Tanganyika, i pels àrabs suahili, movent-se cap a l'interior des de la costa oriental africana. Els nyamwezi i els àrabs suahili tenien accés a les armes i eren aliats, fet que resultà decisiu. Els luba no van ser conquerits, però els àrabs suahili van ser capaços de tallar el seu accés al comerç amb les tribus de la selva del nord, mentre que els nyamwezi, sota la direcció de l'enèrgic Msiri, van envair el comerç luba del sud, on van instal·lar el seu regne Yeke/Garanganze.
Acorralats, els luba necessitaven armes desesperadament, i mentrestant la seva situació econòmica s'anava erosionant. Per intentar frenar la caiguda, els luba van posar els seus esforços en el comerç d'esclaus, venent als portuguesos a Angola. Però el comerç d'esclaus anava morint lentament, i els preus disminuïen cada vegada més. Alhora, els luba eren menys capaços d'atacar altres pobles, per la qual cosa es van iniciar assalts per a capturar esclaus entre ells, fet que va accelerar la ruptura de la societat luba i la desintegració de la unitat política. El 1874 Ilunga Kabale va ser assassinat, i posteriorment la línia reial Luba es va dividir en faccions enfrontades. En la dècada de 1880, gran part de l'est del Congo va caure sota el control de l'aventurer àrab-suahili Tippu Tib (Hamed bin Mohammed al-Marjebi), els homes del qual van portar accidentalment la verola.

## Conquesta belga
El 1885, Leopold II de Bèlgica, va aconseguir el reconeixement europeu del seu control sobre els territoris que es convertirien en el que avui dia és la República Democràtica del Congo. Leopold el va anomenar Estat Lliure del Congo, explotant-lo com si fos el seu propi domini personal. Els luba resistiren, sobretot en la gran rebel·lió del 1895, després de la qual molts luba van ser enviats a treballar com a mà d'obra forçada a les mines de coure de Katanga. Kasongo Nyembo va portar una altra rebel·lió entre els luba que no va ser erradicada pels belgues fins al 1917.

## Després de la independència del Congo
El 1960, els belgues, davant l'auge del nacionalisme, van concedir la independència a la República Democràtica del Congo. Aquest mateix any, la província de Katanga va intentar secessionar-se i els luba van quedar dividits. El 1965, quan el règim separatista de Moise Tshombe es va ensorrar, Kisula Ngoye es va convertir en el líder dominant dels luba.

## Cultura tradicional
Els luba tendien a agrupar-se en petits pobles, amb cases rectangulars davant d'un sol carrer. L'agricultura es basa en l'artigatge, per al cultiu en zones amb bona terra (en general pels rius), complementada per la caça i la pesca als boscos propers. Els Kilolo, o caps patrilineals, dirigeixen el govern local sota la protecció del rei. La vida cultural centrada en el kitenta, el recinte real, que més tard va esdevenir la capital permanent. El kitenta atreia artistes, poetes, músics i artesans, estimulats pel mecenatge reial.
La societat secreta Bambudye tenia un recurs mnemotècnic important per ajudar a mantenir recta la complexa història i la vida ritual de la nació luba. Era el lukasa o taulell de memòria. Boles de colors i petxines incrustades en una taula de fusta tallada donaven als que sabien com interpretar-la una representació espacial que s'utilitzava per ajudar a recordar aspectes importants de la història i la cultura i luba.
Els luba eren famosos com talladors de fusta. Especialment destacables són les màscares cerimonials, i símbols de la reialesa com bastons cerimonials, braçalets i destrals.
Una altra característica important de la cultura Luba va ser el kibuta o endevinació. Els Bilumbu eren mèdiums que entrarien en un estat de trànsit, mirant fixament Mboko, uns cistells sagrats o carabasses dins dels quals es col·locaven els objectes rituals. L'endeví podria utilitzar els objectes dins de la Mboko com oracle, llegint la voluntat dels esperits a través de la posició dels objectes introduïts en el bol.
Per a la religió baluba veure l'article Baluba mythology.

## Personatges luba destacats
- Paul H.B.Kabaidi wa Kabaidi
- Kalala Ilunga
- Étienne Tshisekedi
- Tshala Muana, musician
- Albert Kalonji
- Kisula Ngoy
- Kabongo Jacques
- Grand Kalle, musician
- Ndaye Emanuel
- Dikembe Mutombo, jugador de la NBA
- Kyungu wa Kumwanza
- Kalala Ntumba, jugador de futbol
- Nico Kasanda, músic
- Jason Sendwe
- Ndaye Mulamba, jugador de futbol
- Mulumba Lukoji
- Ngoy Mulunda
- Mulongo Masangu
- John Numbi
- Dieudonne Kayembe
- Damas Kabulo
- Tshombo Tshibikubula wa Ntumba
- Mukamba Kadiata Nzemba
- Zakarie Bababaswe, Chroniquereur de Musique, Deputé National
- Deese Mukangi, cantant
- Kabulo Mwana Kabulo, periodista esportiu
- Pepe Kalle / Kabasele Ya Mpania, músic
- Bill Cliton Kalonji, músic
- Tshimanda wa Mwela Bujitu, professor i escriptor
- Paul Lomami Tshibanda, professor i escriptor
- Oscar Kashala, polític
- JB Mpiana, músic
- Emmanuel Kabasubabu Balenga, polític
- Francois Matete Massanka, L'entrepreneur (Massanka Industries, TransM LLC)

## Clans
- Bakwa Mulumba
- Bakwa Dishi
- Bena Kaniki
- Bakwa Kalonji
- Bena Kanyoka
- Bakwa Ndemba
- Bashila Kasanga
- Bena Lala
- Bena Mutombo(Mutombo wa Nkole)